# ازرا تفت بنسون
ازرا تفت بنسون (Ezra Taft Benson)‏ (۴ اوت ۱۸۹۹–۳۰ مه ۱۹۹۴)، کشاورز، مقام دولتی و رهبر مذهبی آمریکایی بود که در جریان هر دو دوره ریاست‌جمهوری دوایت آیزنهاور، به عنوان پانزدهمین وزیر زراعت ایالات متحده و از سال ۱۹۸۵ الی مرگش در سال ۱۹۹۴، به‌عنوان سیزدهمین رئیس کلیسای عیسی مسیح قدیسان آخرالزمان (کلیسای LDS) خدمت کرد.

## اوایل زندگی
بنسون در یک مزرعه در ویتنی آیداهو بدنیا آمد و بزرگترین فرزند از یازده فرزند خانواده بود. وی پسر نوهٔ ازرا تفت بنسون که در سال ۱۸۴۶ توسط بریگم یانگ به‌عنوان عضو در نصاب دوازده حواری منصوب شد، بود. زمانی‌که بنسون ۱۲ ساله بود، پدرش به‌عنوان مبلغ مذهبی به ایالت‌های غرب میانه ایالات متحده فراخوانده شد و مادر حاملهٔ بنسون را همراه با هفت فرزند تنها گذاشت. بنسون بخش عمدهٔ ادارهٔ مزرعه را به‌عهده گرفت و به قول خواهرش «او مدت دوسال جایگاه پدر را داشت». بنسون حرفه آکادمیک خود را در کالج کشاورزی ایالت یوتا (USAC دانشگاه ایالتی مدرن یوتا) آغاز کرد و در این دانشگاه بود که برای نخستین بار با خانم آینده‌اش، فلورا اسمیت بنسون آشنا شد. بنسونیک ربع در میان در USAC زندگی می‌کرد و در مزرعه خانوادگی کار می‌کرد.
بنسون از سال ۱۹۲۱ تا سال ۱۹۲۳ در یک مأموریت به عنوان مبلغ مذهبی در کلیسای LDS در بریتانیا کار کرد. در هنگام خدمت به عنوان مبلغ مذهبی و به ویژه دوره خدمت در شهر شفیلد، بنسون به اهمیت کتاب مورموم برای پیام مورمونیسم و در گرویدن مردم بر این عقیده، پی برد. به دلیل ضدیت محلی و تهدیدات خشونت، رهبران کلیسای LDS، دیوید اٌ مک‌کی حواری را شخصاً برای نظارت از این مأموریت مذهبی فرستادند. مک‌کی تحت تأثیر بنسون قرار گرفت و وی را به‌عنوان رئیس کنفرانس نیوکاسل تعیین کرد.
بنسون پس از انجام مأموریت خود، در دانشگاه بریگم یانگ تحصیل کرد و کارشناسی خود را در سال ۱۹۲۶ در این دانشگاه به اتمام رسانید. بنسون در آن سال کمی بعدتر از برگشت از مأموریت در هاوایی، با فلورا اسمیت آموسن ازدواج کرد. آن‌ها جمعاً شش فرزند داشتند. بنسون در سال ۱۹۲۷ مدرک کارشناسی ارشد خود را در رشتهٔ اقتصاد زراعتی از دانشگاه ایالتی آیووا بدست آورد. چند سال بعد کارهای مقدماتی را برای مدرک دکترا در دانشگاه کالیفرنیا در بریکلی انجام داد اما هرگز آن را به اتمام نرسانید.
بنسون درست پس از اخذ مدرک کارشناسی ارشد، به‌منظور پیشبرد مزرعهٔ خانوادگی در به ویتنی برگشت. بعدها نماینده ترویج کشاورزی شهرستان در شهرستان اونیدا ایالت آیداهو شد. سپس ناظر تمامی نمایندگان شهرستان شد و در سال ۱۹۳۰ به بویزی رفت. بنسون تناوب در کشت و زرع، بهبود غلات، کود شیمیایی، کنترل آفات و ایجاد شرکت‌های تعاونی کشاورزان را برای بازاریابی فراورده‌های کشاورزی، تشویق کرد.
بنسون در زمان اقامت در بویزی، در دفتر توسعه مرکزی ایالتی که با خدمات توسعهٔ دانشگاه آیداهو در ارتباط بود، نیز کار کرد. وی همچنین یک شرکت تعاونی کشاورزان را تأسیس کرد. بنسون رئیس انجمن بهبود متقابل مردان جوان سهام بویزی بود و بعداً مشاور ریاست سهام شد. بنسون از سیاست‌های ملی کشاورزی که در دههٔ ۱۹۳۰ در زمان فرانکلین دلانو روزولت تطبیق شده بود، انتقاد کرد. به ویژه علیه یارانه‌های کشاورزی و تلاش اداره تنظیم کشاورزی برای افزایش قیمت‌ها از طریق پرداخت پول به کشاورزان به‌منظور از بین بردن محصولات و کشتن احشام، اعتراض کرد.
بنسون در سال ۱۹۳۹ رئیس سهام بویزی آیداهو شد. در اواخر همان سال به واشینگتن دی. سی رفت و دبیر اجرائی شورای ملی شرکت‌های تعاونی کشاورزی شد و بر حدود پنج هزار شرکت تعاونی کشاروزی که از دو میلیون کشاورز در سراسر کشور نمایندگی می‌کرد، منصوب شد. بنسون نخستین رئیس سهام یک کلیسای جدید در واشینگتن دی. سی شد.

## حواری
بنسون در سال ۱۹۴۳ به سالک لیک سیتی رفت تا در مورد پذیرش و عدم پذیرش شغل جدید از رهبران کلیسا مشورت بگیرد. رهبران کلیسا به‌طور غیرمنتظره به وی گفتند که با آن‌ها بپیوندد. در ۷ ماه اکتبر سال ۱۹۴۳، بنسون و اسپنسز دبلیو. کیمبل (۱۸۹۵–۱۹۸۵)، هردو به عضویت نصاب دوازده حواری کلیسا منصوب شدند و دو سمت را که در اثر مرگ دو تن از حواریان آن کلیسا در تابستان آن سال خالی شده بود، پر کردند. از آنجائیکه کیمبل از لحاظ مراتب در اول تعیین شده بود، از این‌رو نسبت به بنسون در نصاب به وی ارشدیت قائل شدند. به‌مجرد فوت کیمبل در سال ۱۹۸۵، بنسون رئیس بعدی کلیسا شد.
در سال ۱۹۴۶، نخستین هیئت رئیسه کلیسا، بنسون را به هدف نظارت بر تلاش‌های امدادی کلیسا پس از جنگ دوم جهانی به اروپا فرستاد. بنسون یازده ماه را در اروپا سپری کرد، ۶۱۰۰۰ مایل را طی کرد و بر دوهزار تن اموال تدارکاتی از جمله تدارکات به آلمان و لهستان نظارت کرد. بنسون با یادآوری این تجربه به خانمش نوشت: «بسیار خوشحالم که شما و کودکان از منظر ویرانی هولناک جنگ در امان بمانید. ترس دارم که نتوانم آن‌ها را از یاد ببرم». حواری گوردون بی. هینکلی، از تجربه بنسون در اروپا چنین یادآوری می‌نماید: «مطمئن هستم که ایجاد احساسات قوی وی یعنی نفرت نسبت به کمونیسم و سوسیالیسم ناشی از میوه تلخ دیکتاتوری بود که وی چشیده بود.»
در ۲۵ ماه آوریل سال ۱۹۵۰، بنسون نیابتاً با اوا آمندا بنسون، دختر عموی مجرد خود ازدواج کرد و خانمش به عنوان به وکیل وی ایستاد بود. آموزه‌های بنسون به‌عنوان حواری، دورهٔ مطالعاتی سال ۲۰۱۵ در انجمن امداد یکشنبه کلیسای LDS و کلاس‌های میلچیزیدوک پریستود بود.

## حرفهٔ سیاسی
در سال ۱۹۴۸، توماس اِی دیویی، نامزد جمهوری‌خواه انتخابات ریاست‌جمهوری قبل از انتخابات همان سال به بنسون از بنسون درخواست نمود تا وزیر کشاورزی ایالات متحده شود. اگرچه بنسون از رابرت ای تاف، پسر مامای خود در برابر آیزنهاور برای نامزدی حزب جمهوری‌خواه حمایت کرد و با آیزنهاور آشنایی نداشت، اما با این وجود پس از این‌که آیزنهاور به ریاست‌جمهوری برگزیده شد، بنسون را به‌عنوان وزیر کشاورزی منصوب کرد. بنسون با اجازه و تشویق دیوید اْ. مک‌کی، رئیس کلیسا این سمت را پذیرفت؛ از این‌رو بنسون همزمان هم در کابینه ایالات متحده و هم در نصاب دوازده حواری خدمت کرد. بنسون پس از ادوارت اورت در سال ۱۸۵۲، نخستین عضو روحانی بود که وزیر کابینه شد که سبب ایجاد یک اندازه بحث و جدل در عبور از مرز بین کلیسا و دولت شد. شورای کلیساهای آمریکا، با بنسون به دلیل عضویت در آنچه که یک «دین غیر مسیحی یا بت‌پرست… دشمن با ایمان مسیحی انجیلی کتاب مقدس» می‌پنداشتند، مخالف کرد.
زمانی که بنسون مسئولیت وزارت کشاورزی را به‌عهده گرفت، این وزارت ۷۸۰۰۰ کارمند و ۲٫۱ میلیارد دلار بودجه سالانه داشت.